# بيروسيس دي كامبوس
بيروسيس دي كامبوس (بالإسبانية: Berrueces de Campos)‏ هي بلدية مكونة من 109 أشخاص في مقاطعة بلد الوليد في منطقة الحكم الذاتي في قشتالة ليون بإسبانيا. معلمها الرئيسي هو الكنيسة المحلية.